# Saint-Pierre-de-Trivisy
Saint-Pierre-de-Trivisy település Franciaországban, Tarn megyében. Lakosainak száma 617 fő (2022. január 1.). Saint-Pierre-de-Trivisy Arifat, Lacaze, Montredon-Labessonnié, Rayssac és Vabre községekkel határos.

## Népesség
A település népessége az elmúlt években az alábbi módon változott:
| Lakosok száma | 634  | 630  | 637  | 621  | 621  | 618  | 614  | 616  | 617  |
|               | 2013 | 2015 | 2016 | 2017 | 2018 | 2019 | 2020 | 2021 | 2022 |